# Peter Ustinov
Sir Peter Alexander Ustinov KBE, nascut Peter Alexander Baron Von Ustinow, (Swiss Cottage, Londres, 16 d'abril de 1921 - Genolier, Vaud, Suïssa, 28 de març de 2004) fou un actor i director de cinema, dramaturg, director de teatre, escriptor, presentador de ràdio i televisió anglès.
També va ser ambaixador de bona voluntat de la UNESCO des de 1968, i l'any 1990 va ser nomenat Sir.
El 28 de març de 2004 va morir a Suïssa a causa d'una aturada cardíaca.

## Activisme polític
Ustinov s'havia implicat políticament i com a federalista mundial i ambaixador especial de l'UNICEF, i desenvolupava per tot el món la seva tasca de defensor dels drets humans i dels infants, de manera que també es va implicar en el projecte d'UNICEF dels United Buddy Bears.
El 2002 va visitar per primer cop aquesta exposició sense precedents pel que fa a la seva magnitud. A part d'això, l'any 2003 també va inaugurar i patrocinar la segona exposició a Berlín.

## Condecoracions
- 1968 - Ambaixador de UNICEF
- 1975 - Comandant de l'Imperi Britànic (CBE)
- 1981 - Orde-Karl-Valentin
- 1987 - Goldenes Schlitzohr (Guineu d'Or)
- 1990 - Cavaller Comandant de l'Imperi Britànic (KBE), amb el títol de Sir.
- 1997 - DIVA-Award
- 2001 - Orde d'Àustria per les Ciències i les Arts de 1r Grau.

## Filmografia
- Hullo Fame (1940) (documental)
- Mein Kampf — My Crimes (1940) (documental)
- One of Our Aircraft Is Missing (1942)
- Let the People Sing (1942)
- The Goose Steps Out (1942)
- The New Lot (1943)
- Cada cop més alt (The Way Ahead) (1944)
- The True Glory (1945) (documental)
- School for Secrets (1946) (director i guionista)
- Carnival (1946) (guionista)
- Vice Versa (guionista, director, i productor)
- Private Angelo (1949)
- Odette (1950)
- Hotel Sahara (1951)
- The Magic Box (1951)
- Quo Vadis (1951)
- The Curious Adventures of Mr. Wonderbird (1952) (veu)
- Pleasure (1952) (narrador)
- Sinuhé, l'egipci (The Egyptian) (1954)
- Beau Brummell (1954)
- We're No Angels (1955)
- Lola Montès (1955)
- The Wanderers (1956)
- The Spies (1957)
- An Angel Passed Over Brooklyn (1957)
- Espàrtac (1960)
- Tres vides errants (The Sundowners) (1960)
- Romanoff and Juliet (1961) (director)
- Billy Budd (1962) (guionista, director, i productor)
- Alleman (1963) (documental) (narrador)
- Women of the World (1963) (documental) (narrador)
- Topkapi (1964)
- The Peaches (1964) (narrador)
- John Goldfarb, Please Come Home (1965)
- Lady L (1965)
- The Comedians (1967)
- The Comedians in Africa (1967)
- Blackbeard's Ghost (1968)
- Hot Millions (1968)
- Viva Max! (1969)
- The Festival Game (1970) (documental)
- Hammersmith Is Out (1972)
- Robin Hood (1973) (veu)
- One of Our Dinosaurs is Missing (1975)
- La fuga de Logan (Logan's Run) (1976)
- Treasure of Matecumbe (1976)
- The Muppet Show (1976)
- Un taxi malva (1977)
- The Last Remake of Beau Geste (1977)
- Jesus of Nazareth (1977) (Herodes)
- The Mouse and His Child (1977)
- Double Murder (1977)
- Mort al Nil (Death on the Nile) (1978)[5]
- El lladre de Bagdad (The Thief of Baghdad) (TV, 1978) (el califa)
- Metamorphoses (1979) (narrador)
- Tarka the Otter (1979) (narrador)
- Morte no Tejo (1979) (documental)
- Einstein's Universe (1979) (documental)
- My Friend as the Alien (1999) (veu)
- Ashanti (1979)
- We'll Grow Thin Together (1979)
- Charlie Chan i la maledicció de la reina (Charlie Chan and the Curse of the Dragon Queen) (1981)
- The Great Muppet Caper (1981) (cameo)
- Grendel Grendel Grendel (1981) (veu)
- Mort sota el sol (Evil Under the Sun) (1982)[5]
- Memed My Hawk (1984)
- Thirteen at Dinner (1985)
- Dead Man's Folly (1986)
- Peter Ustinov's Russia (1986)
- Murder in Three Acts (1986)
- Cita amb la mort (Appointment with Death) (1988)[5]
- Peep and the Big Wide World (1988) (narrador)
- La Révolution française (1989)
- Granpa (animació) (1989) (veu)
- Around the World in 80 Days (1989)
- There Was a Castle with Forty Dogs (1990)
- Lorenzo's Oil (1992)
- The Phoenix and the Carpet (1995)
- The Old Curiosity Shop (1995)
- Paths of the Gods (1995) (documental)
- Stiff Upper Lips (1998)
- El solter (The Bachelor) (1999)
- Alice in Wonderland (1999)
- Animal Farm (1999) (veu)
- My Khmer Heart (2000) (documental)
- Majestät brauchen Sonne (2000) (documental)
- Stanley Kubrick: A Life in Pictures (2001) (documental)
- The Will to Resist (2002)
- Luther (2003)
- Winter Solstice (2003)
- Siberia: Railroad Through the Wilderness (2004) (narrador)